# 古ザクセン語
古ザクセン語（Altsächsisch）は、古低ドイツ語（Altniederdeutsch）としても知られ、9世紀から12世紀にかけて文書に記録された低ザクセン語の中で最も古い時期に記録された語形である。
後にそれは中低ドイツ語に発展した。

## 概要
この言語は、ドイツの北西海岸地方やデンマークにおいてザクセン人によって使われていた。
この言語はまた、アングロフリジア語（古フリジア語、古英語）、古低地フランク語（古オランダ語）に密接に関連しており、これらの言語は北海ゲルマン語に分類され、古ザクセン語も北海ゲルマン語の鼻音の消失に部分的に関与している。しかし古高ドイツ語とは第二次子音推移によって隔てられている。

## 文学例
主にザクセン人がカール大帝の命令によってするように義務づけられた洗礼の誓いの中に、わずかなテキストだけが残存した。
文学的なテキストで現存するものは『ヘーリアント』だけである。
- ヘーリアント（de:Heliand）
- ザクセン語の創世記（Altsächsische Genesis）[1][2]
- トリールの血の呪文（Trierer Blutsegen  de）[3][4]
- ヴィーンの寄生虫の呪文（Wiener Wurmsegen  de)）[5]
- ヴィーンの馬の呪文（De hoc quod Spurihalz dicunt  de）[6]
- ヴェストファーレン語の受洗の誓い（Das altwestfälische Taufgelöbnisまたはniederdeutsches Taufgelöbnis I）[7][8]
- ザクセン語の受洗の誓い（英語版）（Altsächsisches Taufgelöbnisまたはniederdeutsches Taufgelöbnis II）[9][10][8]
- ゲルンローデの詩篇注解（Gernroder Psalmenkommentars; 英:Psalms commentary）[5]
- ヴェストファーレン語の懺悔（Westfälische Beichte; 英：Penitentiary）
- ベーダ説教（Homilie Bedas 英題：Beda homily）
- 悪魔拒絶宣言および神の信仰宣言 (Abrenunciatio diaboli et Credo)→ザクセン語の受洗の誓い
- エッセンの徴税簿（Essener Heberegister）[9]
- フレッケンホルスト収税簿（Freckenhorster Heberolle）[11]あるいは

フレッケンホルストの徴税簿（Freckenhorster Heberegister）